# 都電もなか
都電もなか（とでんもなか）は、東京都北区堀船の「都電もなか本舗 有限会社明美製菓」が製造・販売する最中（もなか）である。都電荒川線（東京さくらトラム）で運行されている車両を模している。

## 商品
10個入りの外箱には、車庫のイラストが描かれており（現行の荒川電車営業所の車庫には似ていないが、荒川線成立以前の車庫に若干似ている）、個々の最中が入っている箱には都電車両のイラストが描かれている。最中は粒餡と求肥を都電車両の形の皮ではさんでいる。都電車両の形をしているため、一口では頬張れないほどの大きさである。
車庫の形をした箱（14個入り）より大きな化粧箱には、双六とサイコロが印刷されており、味で楽しんだ後に箱でも楽しむことができる。
なお明美製菓では、1個、2個とは呼ばずに「1両」「2両」という呼び方をしている。

## 沿革
個々の最中が入っている箱のイラストは、当初7000形（原型、もう一方の正面は7500形）1種類のみであったが、のちに7000形更新車が加わった。1984年（昭和59年）、第20回全国菓子大博覧会において厚生大臣賞を受賞。以後同賞受賞の表記が書き加えられ「北区の名品」にも選定された。さらに7500形更新車が加わり、1993年（平成5年）には8500形が、2007年（平成19年）5月26日に9000形9001号車が、2009年（平成21年）6月7日より8800形ピンクが、2016年（平成28年）6月12日に8900形青が、同年10月16日に7700形緑が、それぞれ追加された。これによって、通常発売されているパッケージは7種類となった。
8800形ピンク箱の販売開始によって、8500形の箱を販売中止した時期があったが、のちに再開している。2013年現在では7500形更新車の箱は販売していない。
2011年（平成23年）6月12日に開催された「2011路面電車の日」から、販売終了した7500形更新車、8800形バイオレット、8800形オレンジ、8800形イエロー、9000形9002号車の5両セットが数量限定で販売された。